# 障子山
障子山（しょうじやま）は、愛媛県伊予郡砥部町と伊予市にまたがる皿ヶ嶺連峰の西部に座する標高885.0メートルの山である。
ひと際高く聳えた目立つ山で、松山市郊外のどこからでも同定できる。山名の由来は、障子を立てたように見えるからという説と、雪が降ると山のヒノキや杉の木が障子の桟で、雪が障子紙のように見えることからという説が地元に伝わる。
山頂は広く、昔は採草地だったが、今は植林されてから数十年経った杉林となっている。その中に一本の道が花道の様にあり上がった先が舞台のようで、その真ん中に一等三角点があるが、展望は利かない。

## ギャラリー

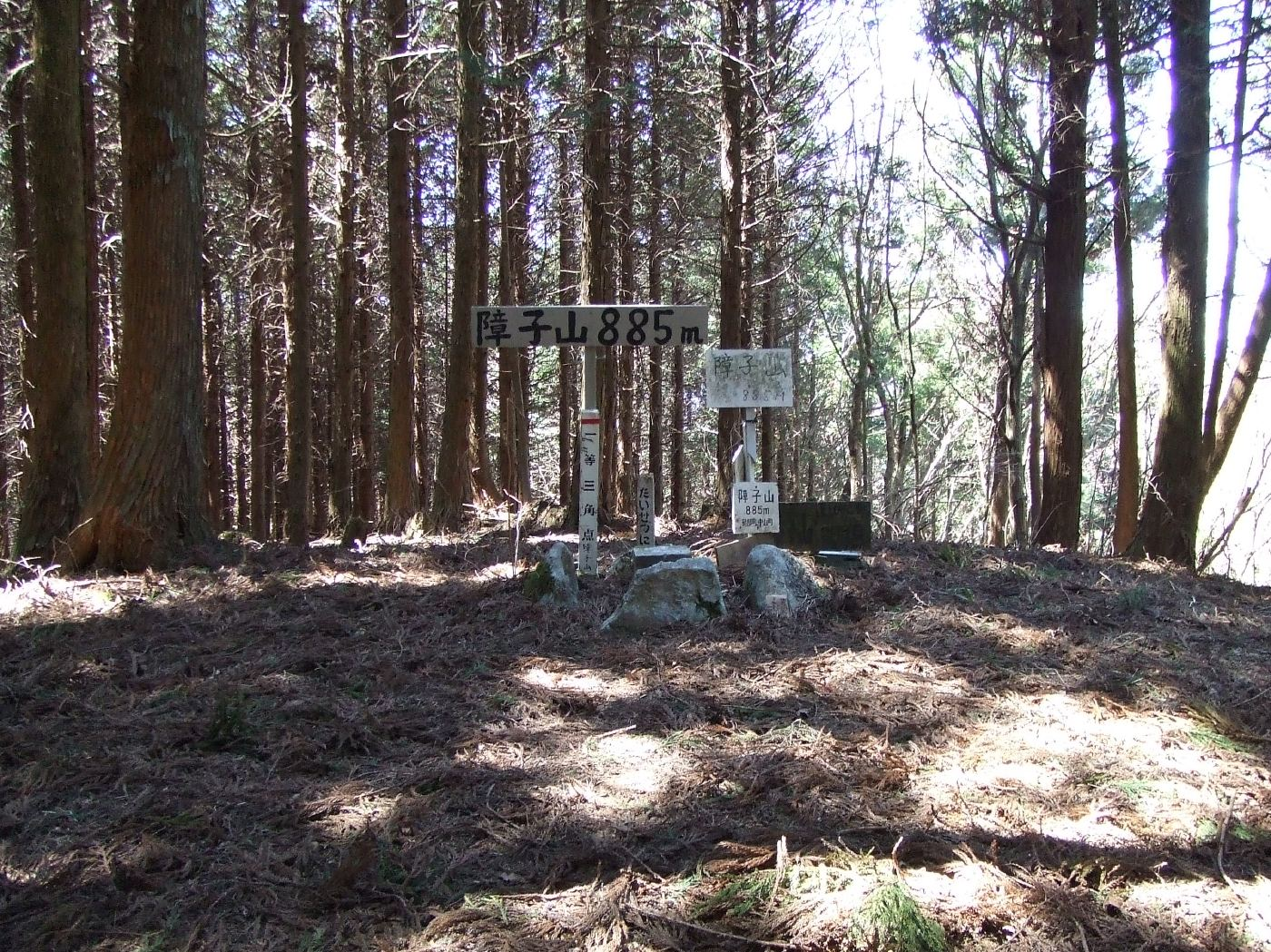
頂上